# Alnwick District
Alnwick war ein District in der Grafschaft Northumberland in England. Verwaltungssitz war die gleichnamige Stadt Alnwick. Zum District gehörten auch die Orte Amble und Rothbury.
Der Bezirk wurde am 1. April 1974 gebildet und entstand aus der Fusion der Urban Districts Alnwick und Amble sowie der Rural Districts Amble und Rothbury. Am 1. April 2009 wurden neben Alnwick auch alle weiteren Districts in Northumberland abgeschafft und in der neuen Unitary Authority Northumberland vereinigt.
Koordinaten: 55° 25′ N, 1° 42′ W